# Понтонний міст

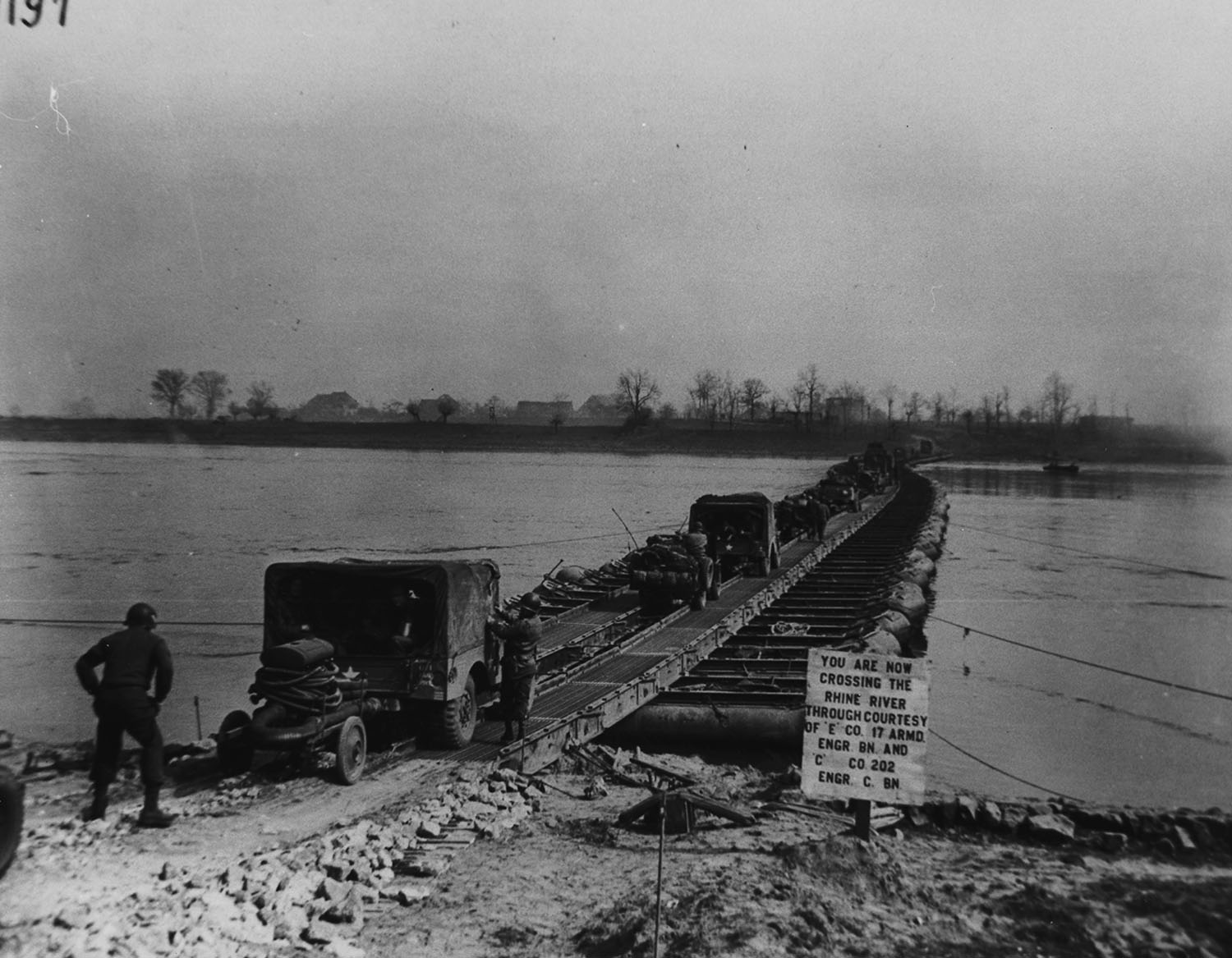
Підрозділи 9-ї американської армії на бронеавтомобілях М2 долають річку Рейн за допомогою військового понтонного мосту з човнів. (1945)

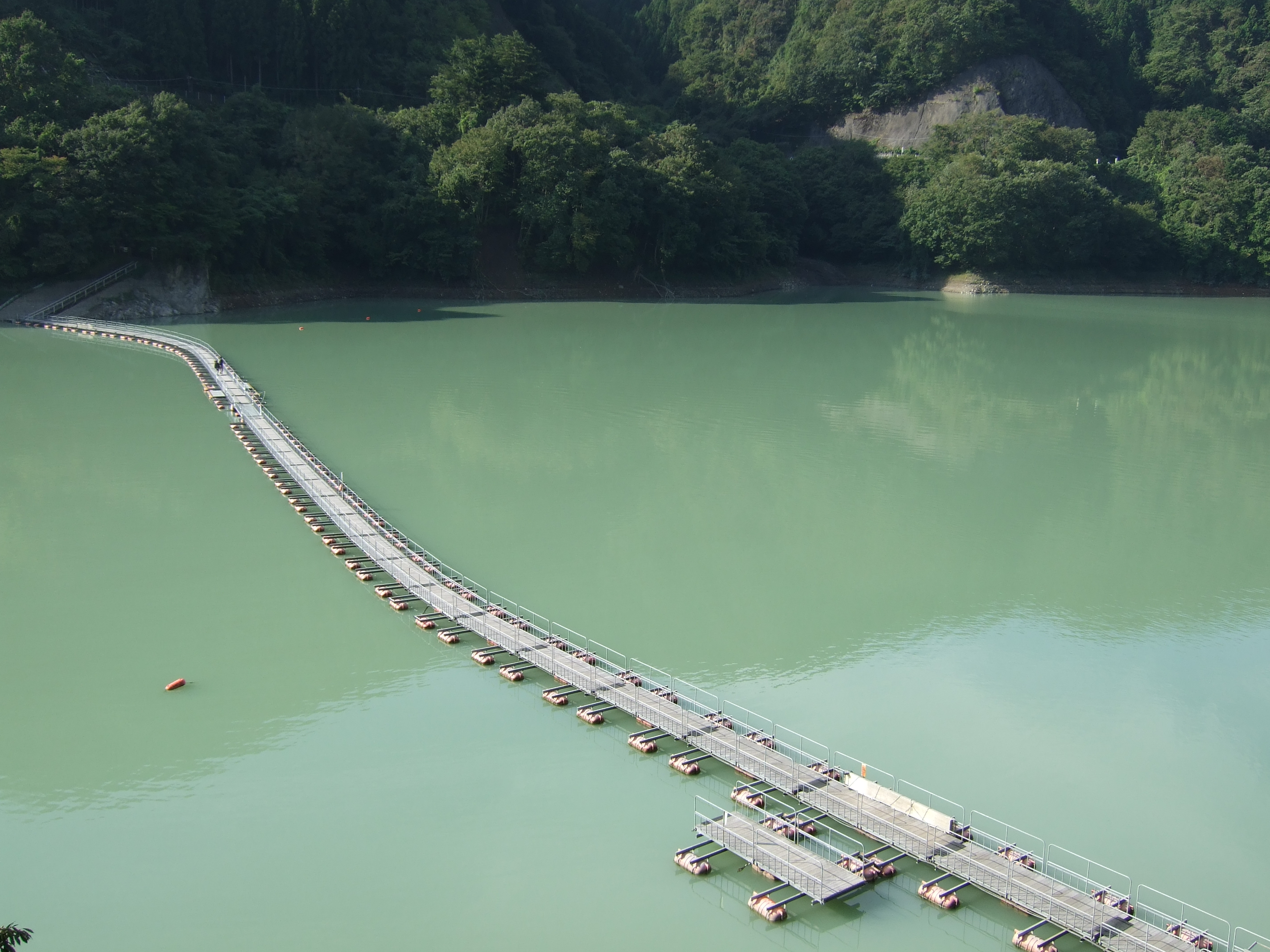

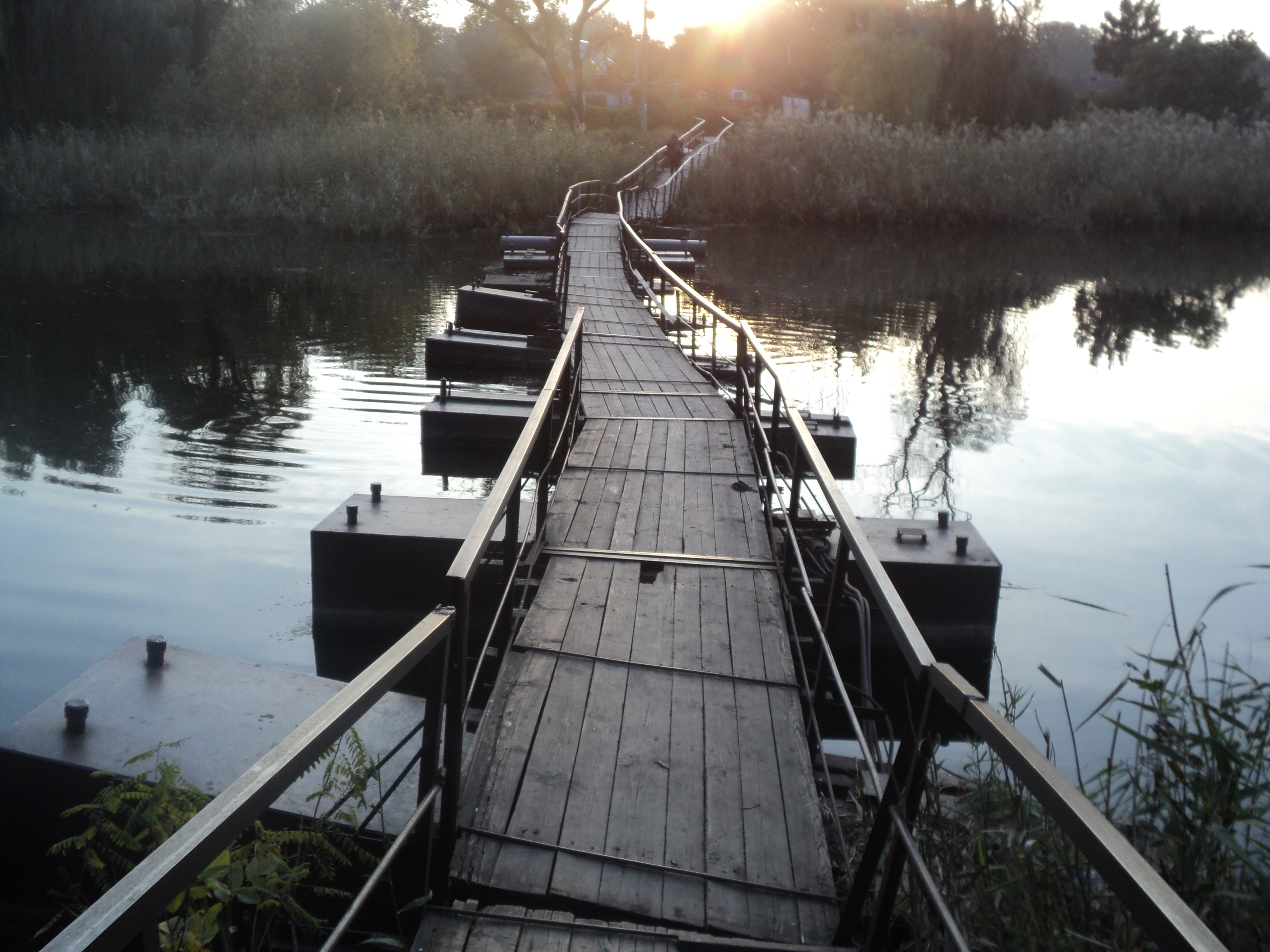
Понтонний міст через Інгулець на житломасиві Південного ГЗК (Кривий Ріг) у напрямку селища Мотренівка

Понто́нний міст — міст, що має плавучі опори-понтони. Різновидом понтонного моста є наплавний міст, який не має відокремлених понтонів — плавучими є самі прогонові будови.

## Загальний опис
Основне застосування понтонних мостів — організація тимчасових переправ через водні перешкоди при аварії або під час ремонту постійних мостів, у військовій справі, при ліквідації наслідків стихійних лих тощо. Однак зустрічаються і постійно функціонуючі понтонні й наплавні мости. Так, існують відомості, що перший наплавний міст у Києві (точніше, в його околицях) було закладено в XII столітті в районі давнього Вишгорода. Він з'єднав береги Дніпра.
Перевагою понтонних мостів є їхня мобільність (вони можуть транспортуватись як по воді, так і суходолом у розібраному стані), швидкість монтажу. До недоліків відносяться створення проблем для судноплавства, мала тримкість, залежність від вітру, хвиль і рівня води, неможливість експлуатації в період льодоходу та льодоставу.

## Цікаві факти
- Першим у світовій історії понтонним корпусом командував австрійський інженер Карл фон Біраго, який особисто розробив понтонну систему, яка незабаром була взята за основу всіма великими європейськими арміями[2].

## Виноски
1. ↑  Киев. Энциклопедический справочник. Киев: Главная редакция Украинской советской энциклопедии, 1986, с. 402.
2. ↑  Бираго, Карл // Энциклопедический словарь Брокгауза и Ефрона : в 86 т. (82 т. и 4 доп. т.). — СПб., 1890—1907. (рос. дореф.)